# Apatura rana
Apatura rana är en fjärilsart som beskrevs av Otto Staudinger 1889. Apatura rana ingår i släktet Apatura och familjen praktfjärilar. Inga underarter finns listade i Catalogue of Life.